# Georgetown (Ascension)
Georgetown ist der Hauptort der Insel Ascension, die zum Britischen Überseegebiet St. Helena, Ascension und Tristan da Cunha gehört. In Georgetown lebt mit ca. 450 Einwohnern (Stand 2008) etwa die Hälfte der Inselbevölkerung (800 Menschen insgesamt).
Der Ort liegt an der Westküste der Insel und gruppiert sich um die St. Mary’s Church sowie den Exiles Club. Es gibt einige kleinere Geschäfte, ein Krankenhaus, eine Bibliothek und weitere öffentliche Gebäude. Die einzige Schule der Insel befindet sich dagegen in Two Boats Village im Inselinneren.

## Geografie
Überragt wird der Ort vom Cross Hill, auf dem sich eine Festung mit viktorianischen und neueren Kanonen befindet. Ein weiterer Festungshügel befindet sich am anderen Ende des Ortes und wird als Museum genutzt.

## Infrastruktur
Georgetown verfügt über einen kleinen Hafen. Das Flugfeld Wideawake befindet sich ca. 4,8 km südlich der Ortschaft. Von dort bestehen Flugverbindungen ins Vereinigte Königreich. Seit November 2017 fliegt Airlink einmal im Monat von St. Helena nach Ascension und zurück. In Georgetown befindet sich die einzige Filiale der Bank of St. Helena auf der Insel.
Mit dem T3 Cinema verfügt Georgetown über ein Kino.

## Touristisches
In Georgetown befinden sich einige sehenswerte historische Gebäude, darunter die Marine Barracks (Exiles Building), die Kirche St. Mary’s, Fort Hayes und Fort Thornton. Die Ascension Heritage Society betreibt das kleine Museum von Ascension. Drei der vier touristischen Unterkünfte der Insel sind ebenfalls dort zu finden. Zudem finden sich in Georgetown Restaurants, Bars und eine Fahrzeugvermietung.

## Galerie

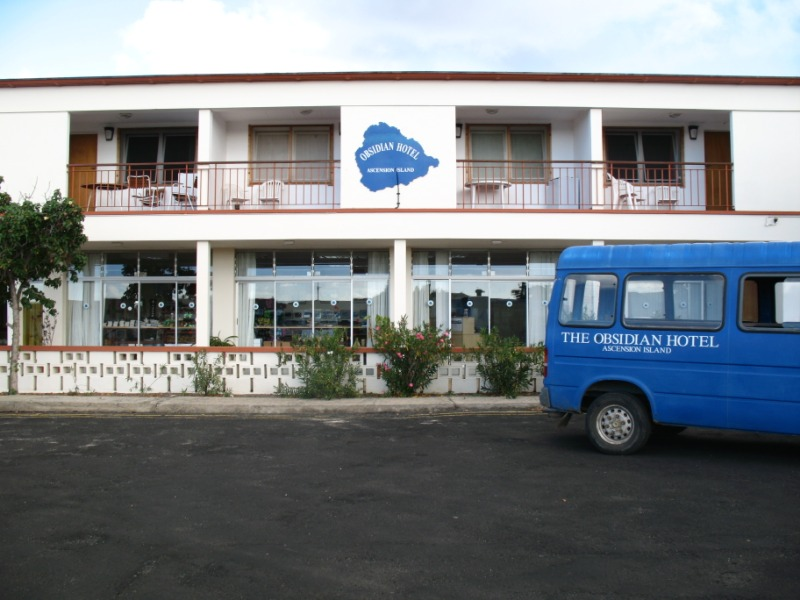
Obsidian Hotel
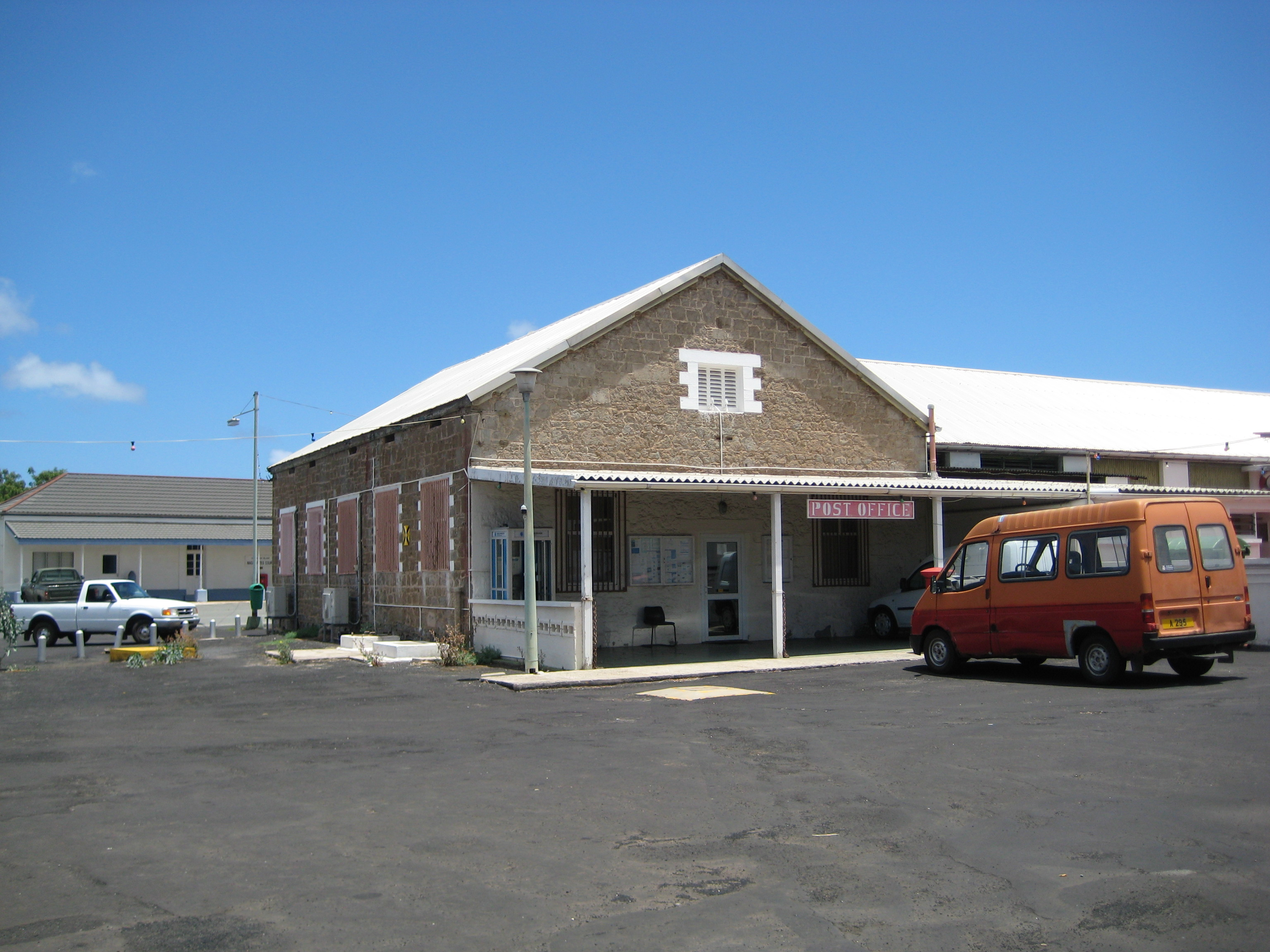
Postamt in Georgetown
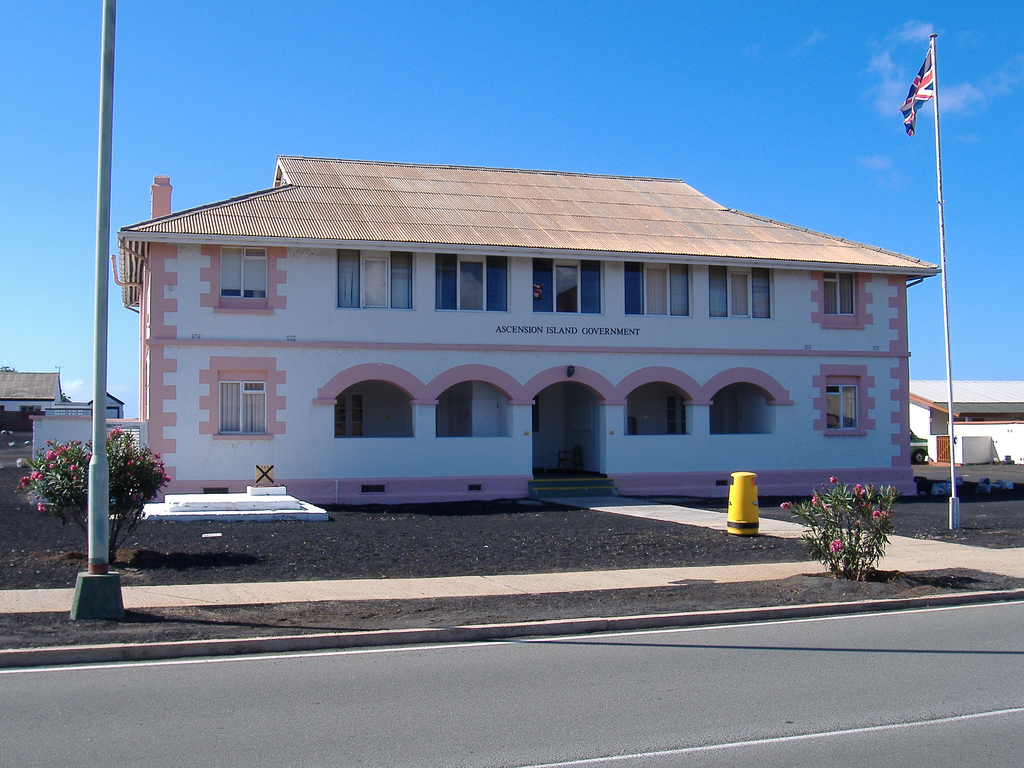
Das Government House in Georgetown
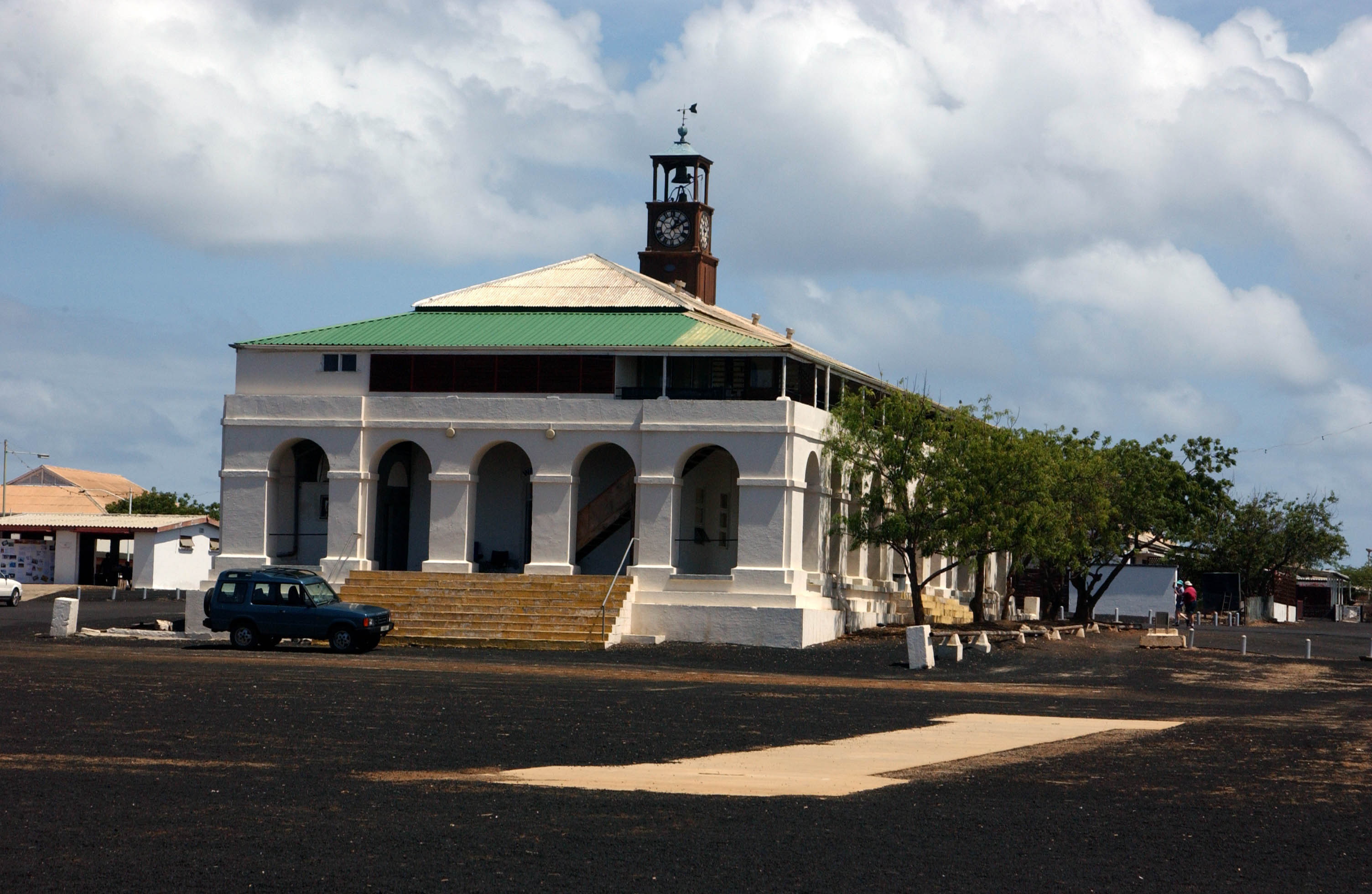
Historische Kasernen
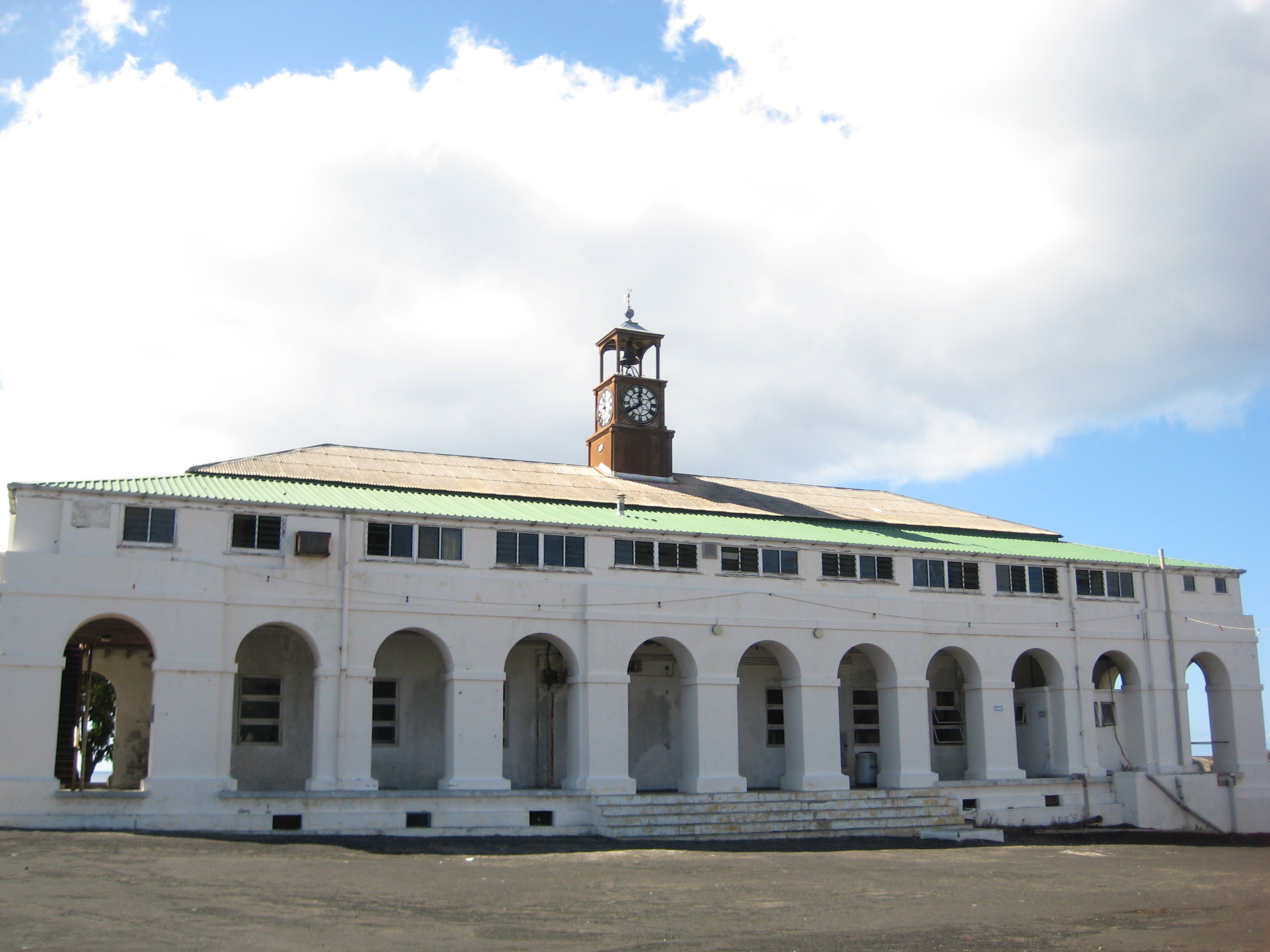
Historische Kasernen
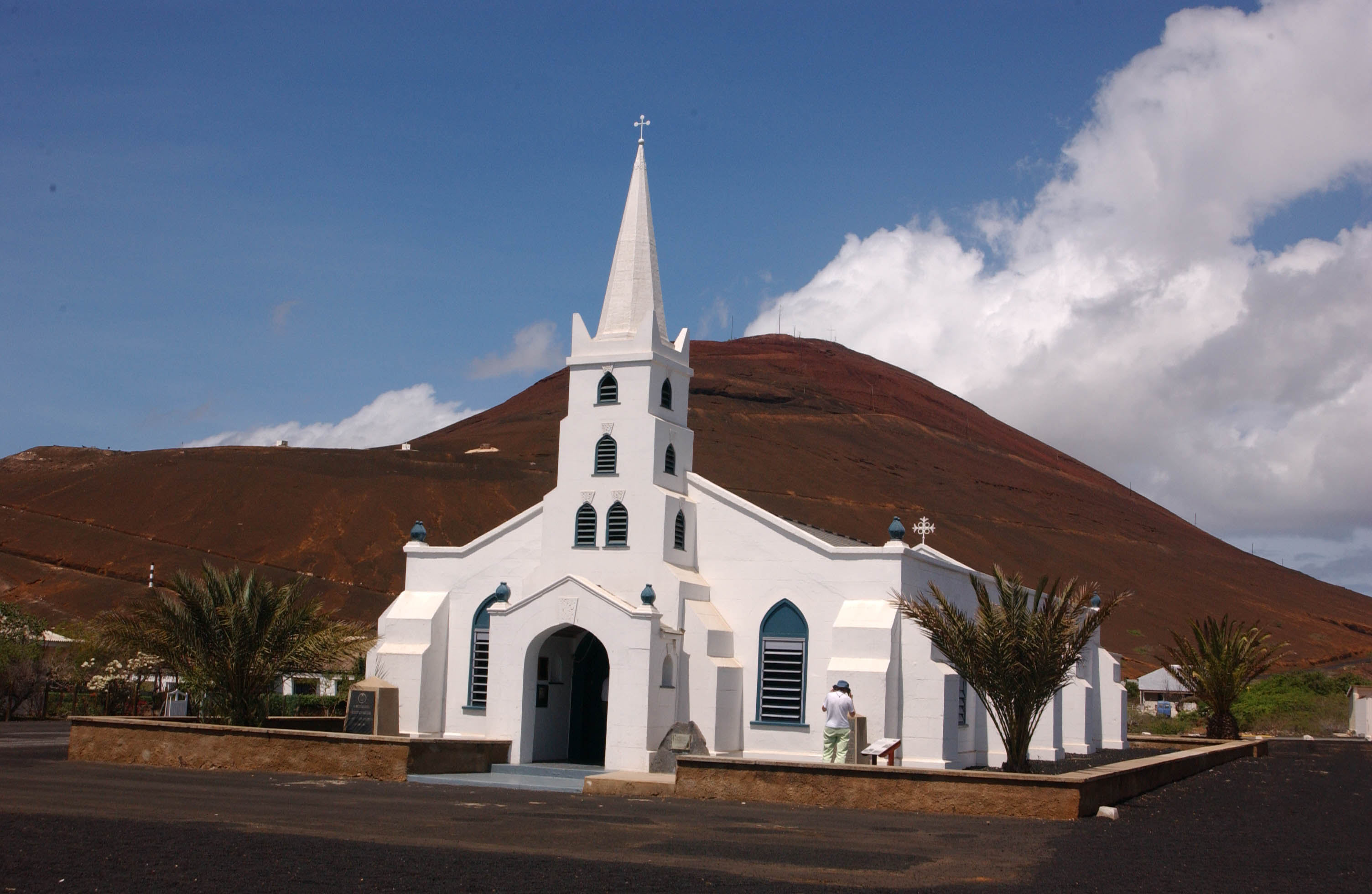
St. Mary’s
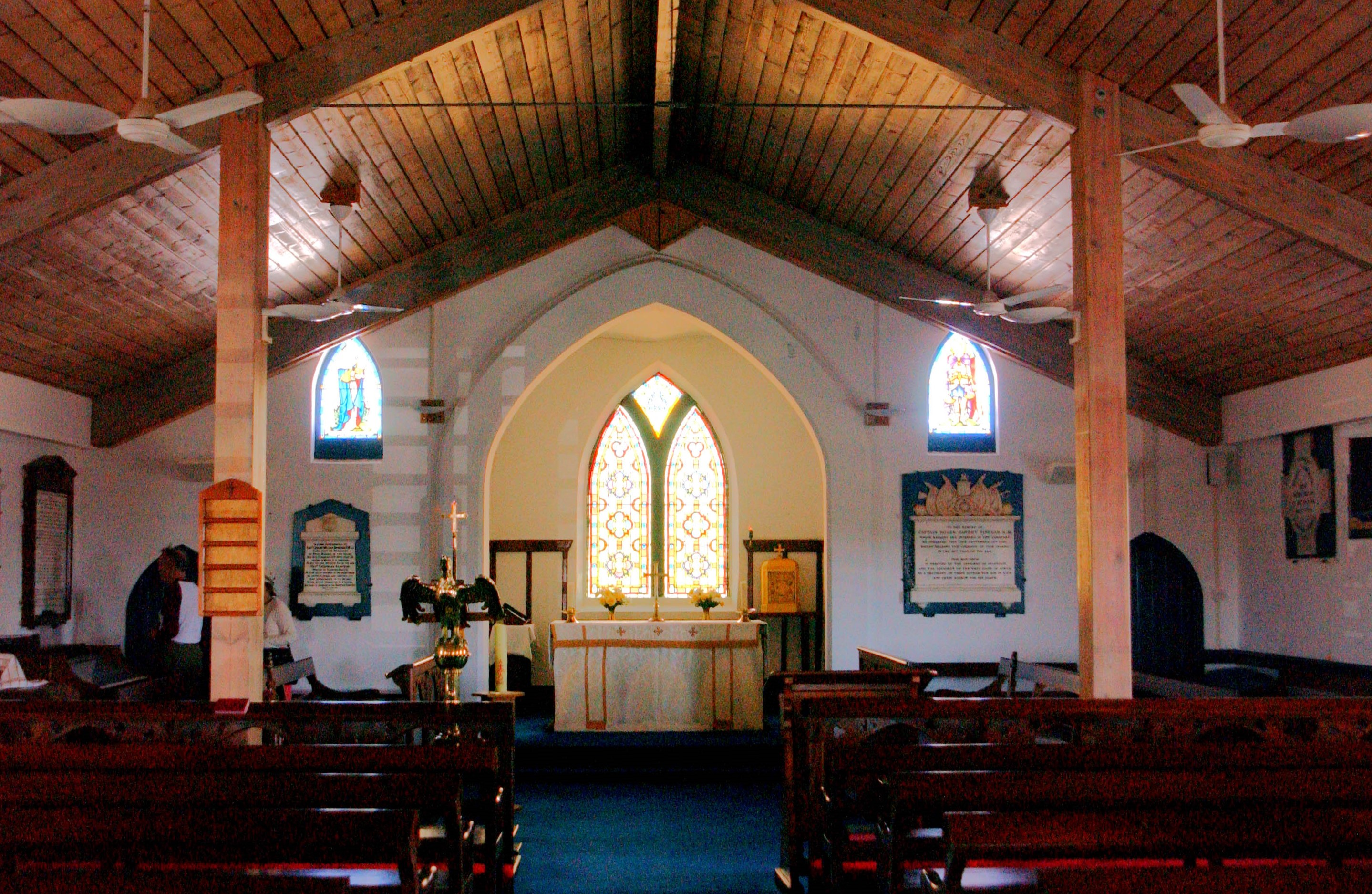
Innenaufnahme von St. Mary’s
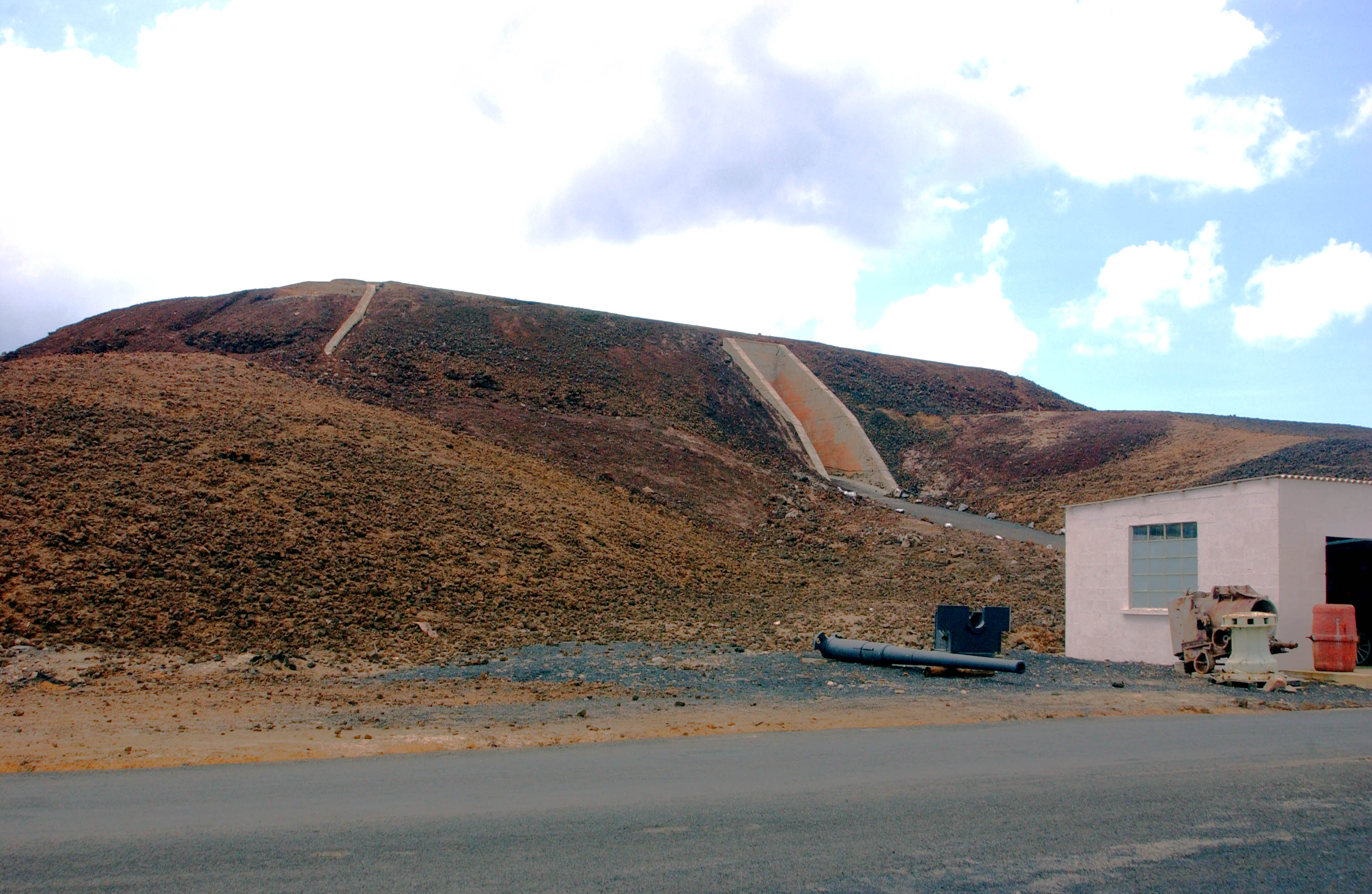
Fort Hayes